# Mohamed El Khaloui
Mohamed El Khaloui (en arabe : محمد الخلوي), né le 25 avril 1998 à Rabat, est un footballeur marocain évoluant au poste d'attaquant aux FAR de Rabat.

## Biographie

### En club
Mohamed El Khaloui intègre très jeune le centre de formation des FAR de Rabat. Il est prêté pendant une saison en deuxième division marocaine avec l'Union de Touarga.
Le 1er juillet 2021, il inscrit un doublé en championnat face à la RS Berkane (victoire, 3-1). Le 13 juillet 2021, il inscrit le but le plus rapide de sa carrière, à la deuxième minute face au Youssoufia Berrechid (victoire, 3-2). Le 22 septembre 2021, il marque un but à la 55e minute face au MC Oujda (victoire, 0-2). Le 26 septembre 2021, il marque l'unique but des FAR de Rabat face au RS Berkane (match nul, 1-1).

### En sélection
En octobre 2021, il est convoqué par Houcine Ammouta pour un stage de préparation face à l'équipe de Gambie, du Soudan du Sud et la Sierra Leone. Mohamed El Khaloui ne sera finalement pas retenu pour prendre part à la Coupe arabe de la FIFA 2021.

## Statistiques

### Statistiques détaillées
| Saison                | Club                  | Championnat           | Championnat | Championnat | Championnat | Coupe(s) nationale(s) | Coupe(s) nationale(s) | Coupe(s) nationale(s) | Compétition(s) continentale(s) | Compétition(s) continentale(s) | Compétition(s) continentale(s) | Compétition(s) continentale(s) | Total | Total | Total |
| Saison                | Club                  | Division              | M.          | B.          | P.d.        | M.                    | B.                    | P.d.                  | Comp.                          | M.                             | B.                             | P.d.                           | M.    | B.    | P.d.  |
| 2017-2018             | FAR de Rabat          | Botola Pro            | 3           | 0           | 0           | 0                     | 0                     | 0                     | -                              | -                              | -                              | -                              | 3     | 0     | 0     |
| 2018-2019             | FAR de Rabat          | Botola Pro            | 1           | 0           | 0           | 0                     | 0                     | 0                     | -                              | -                              | -                              | -                              | 1     | 0     | 0     |
| 2019-2020             | Union de Touarga      | D2 marocaine          | -           | -           | -           | -                     | -                     | -                     | -                              | -                              | -                              | -                              | 0     | 0     | 0     |
| 2020-2021             | FAR de Rabat          | Botola Pro            | 25          | 5           | 2           | 0                     | 0                     | 0                     | -                              | -                              | -                              | -                              | 25    | 5     | 2     |
| 2021-2022             | FAR de Rabat          | Botola Pro            | 11          | 2           | 1           | 2                     | 0                     | 0                     | -                              | -                              | -                              | -                              | 13    | 2     | 1     |
| Total sur la carrière | Total sur la carrière | Total sur la carrière | 40          | 7           | 3           | 3                     | 2                     | 0                     | -                              | -                              | -                              | -                              | 43    | 9     | 3     |